# Provincia di Condesuyos
La provincia di Condesuyos è una provincia del Perù, situata nella regione di Arequipa.

## Geografia antropica

### Suddivisioni amministrative
È divisa in otto distretti:
- Chuquibamba
- Andaray
- Cayarani
- Chichas
- Iray
- Rio Grande
- Salamanca
- Yanaquihua